# Hugo Berly
Hugo Berly (Santiago del Cile, 31 dicembre 1941 – 24 dicembre 2009) è stato un calciatore cileno, di ruolo difensore.

## Carriera
Ha preso parte ai Mondiali 1966 giocando come difensore per la Nazionale cilena.